# Стронголи
Стронголи (итал. Strongoli) је насеље у Италији у округу Кротоне, региону Калабрија.
Према процени из 2011. у насељу је живело 3857 становника. Насеље се налази на надморској висини од 295 м.

## Становништво
Према резултатима пописа становништва 2011. у општини је живело 6.486 становника.
| 1931. | 1936. | 1951. | 1961. | 1971. | 1981. | 1991. | 2001. | 2011. |
| ----- | ----- | ----- | ----- | ----- | ----- | ----- | ----- | ----- |
| 4.362 | 4.947 | 6.894 | 7.198 | 6.227 | 6.880 | 6.424 | 6.107 | 6.486 |